# Webnode
Webnode är ett webbaserat webbpubliceringssystem, utvecklat av Westcom s.r.o. med säte i Brno, Tjeckien. Med Webnode går det att skapa hemsidor, bloggar och nätbutiker med drag och släpp verktyget online i en webbläsare.

## Historia
Westcom s.r.o. började utveckla tjänsten i september 2006 och den lanserades officiellt i januari 2008. I början var tjänsten endast tänkt för den tjeckiska och slovakiska marknaden, men översattes efterhand till andra språk och i slutet av 2008 hade tjänsten 200 000 användare från över 80 olika länder. I juli 2014 är Webnode översatt till mer än 25 olika språk, däribland svenska och har över 15 000 000 användare.

## Funktioner
Webnode erbjuder tre olika tjänster för personliga hemsidor, företagssidor och nätbutiker. Redigeringsverktyget är ett drag och släpp verktyg och tjänsten kan användas i webbläsare som, Internet Explorer, Mozilla Firefox, Netscape, Google Chrome, Safari och Opera.

## Tjänst
Webnode använder företagsmodellen freemium som är en sammanslagning av orden "Free" och "Premium". Det innebär att en gratisversion av hemsidan erbjuds, samt möjlighet att uppgradera till Premiumtjänster som erbjuder större lagringsutrymme, bandbredd och extrafunktioner.

## Priser och utmärkelser
- Webnode tog andraplatsen för bästa Startup, på  LeWeb'08 Paris[2][3]